# Classe Admiral (cuirassé)
Pour les autres classes de navires du même nom, voir Classe Admiral.
La classe Admiral est la deuxième classe de cuirassés de type Pré-Dreadnought construite pour la Royal Navy à la fin du XIXe siècle.
Les six navires portent chacun le nom d'un admiral (amiral en français) britannique célèbre.

## Projet
Elle fut réalisée sur le modèle de la classe Devastation. L'armement principal se trouve en ligne médiane, avec la superstructure entre les deux. Cette tendance sera suivie jusqu'à la construction du HMS Dreadnought en 1906, prototype de la future lignée des cuirassés de type Dreadnought.
Au moment de sa construction et en effet pendant beaucoup d'années ensuite, la construction de pièces d'artillerie lourde de grand calibre revenait chère et prenait plus de temps. À l'exception du HMS Anson et du Collingwood qui attendirent pour avoir l'artillerie principale prévue initialement, la réalisation des autres cuirassés, pour ne pas retarder leur commissionnement se fit avec un armement secondaire de calibre de 12 pouces, qui était disponible, mais qui était inférieur aux armes à feu montées sur des cuirassés étrangers contemporains.

## Caractéristiques de conception
Les unités de cette classe avaient une longueur de 101 m, une largeur maximale de 21 m et un tirant d'eau nominal de 8 m. Le déplacement était d'environ 10 800 tonnes.
La vitesse maximale des unités avec un tirage thermique naturel de chaudière était de 16 nœuds, mais avec un tirage thermique forcé, elle atteignait 17,5 nœuds. Les chaudières à charbon avaient une puissance de 7 500 chevaux-vapeur (5 590 kW) en tirage naturel et de 11 600 chevaux-vapeur (8 580 kW) en tirage forcé. La vapeur produite par les chaudières était utilisée par deux moteurs à vapeur, couplés à autant d'hélices.
L'armement n'était pas uniforme sur les six navires. En général, l'armement principal consistait en quatre canons 343/30 dans deux tourelles jumelées, mais le Benbow avait deux canons 413/30 dans deux tourelles simples et le Collingwood quatre canons 305/25 dans deux tourelles jumelées. Dans tous les modèles, cependant, les tourelles étaient toujours positionnées à l'avant et à l'arrière de la superstructure. L'armement secondaire se composait de 6 canons de 152 mm, 12 canons Hotchkiss de 57 mm et 10 canons Hotchkiss de 47 mm (huit sur le Collingwood). Le Benbow avait à nouveau un armement différent, mais seulement en nombre, avec 10 canons de 152 mm, 12 canons de 57 mm et 7 canons de 47 mm. Tous les navires étaient équipés de cinq tubes lance-torpilles de 356 mm, sauf le Collingwood qui en avait un de moins.
La ceinture blindée avait une épaisseur comprise entre 203 et 457 mm et s'effilait aux extrémités. Les barbettes des canons étaient protégées par un blindage de 254 à 292 mm et la tour de contrôle avait une épaisseur de 51 à 305 mm. Le pont protégé était blindé entre 51 et 76 mm d'épaisseur tandis que les cloisons transversales variaient entre 178 et 406 mm.

## Les unités de la classe
| Nom         | Lancement        | Armement         | Chantier naval                                   | Fin de carrière                          | Photo |
| ----------- | ---------------- | ---------------- | ------------------------------------------------ | ---------------------------------------- | ----- |
| Collingwood | 22 novembre 1882 | 1er juillet 1887 | Pembroke Dockyard Pembroke                       | vendu le 11 mars 1909 pour démolition    |       |
| Rodney      | 8 octobre 1884   | 20 juin 1888     | Chatham Dockyard Chatham                         | vendu le 11 mai 1909 pour démolition     |       |
| Howe        | 28 avril 1885    | 18 juillet 1889  | Pembroke Dockyard Pembroke                       | vendu le 11 octobre 1910 pour démolition |       |
| Camperdown  | 25 novembre 1885 | 18 juillet 1889  | Portsmouth Dockyard Portsmouth                   | vendu le 11 juillet 1911 pour démolition |       |
| Benbow      | 15 juin 1885     | juin 1888        | Thames Ironworks and Shipbuilding Company Tamise | vendu le 13 juillet 1909 pour démolition |       |
| Anson       | 17 février 1886  | 28 mai 1889      | Pembroke Dockyard Pembroke                       | vendu le 13 juillet 1909 pour démolition |       |

## Histoire
HMS Collingwood :
Il a été commissionné le 1er juillet 1887 lors de la Revue militaire pour le jubilé d'or de la Reine Victoria à Portsmouth. Il a rejoint son stationnement en Méditerranée où il a servi de novembre 1889 jusqu'en mars 1897. 
Puis il a été reclassé comme garde-côte à Bantry de mars 1897 à juin 1903. Mis en réserve, il y est resté jusqu'à sa vente pour démolition.
HMS Rodney :
Il a rejoint la Home Fleet le 20 juin 1888 en restant en réserve jusqu'en juillet 1889. Après sa participation aux manœuvres navales de septembre il a servi avec l‘Escadre de la Manche jusqu'en mai 1894. 
Puis il a rejoint l' Escadre de Méditerranée jusqu'en 1897. Ensuite il a été reclassé comme garde-côte à Queensferry jusqu'en février 1901. Mis en réserve, il y est resté jusqu'à sa vente en 1909 pour démolition.
HMS Howe :
Il a été lancé à Portsmouth le 15 novembre 1885, sans son armement principal. En juillet 1889 il a participé aux manœuvres navales. Finalement entièrement armé, il a rejoint l‘Escadre de la Manche en mai 1890 puis est parti en Méditerranée.
Après l'accident de Ferrol Rock en Espagne le 2 novembre 1892 il a rejoint Chatham pour des réparations et une révision et a ensuite servi en Méditerranée jusqu'en 1896. Il a été reclassé comme bateau de garde du port de Queenstown. En 1901 il a été relégué en réserve, où il est resté. Il fut vendu en 1910.
HMS Camperdown :

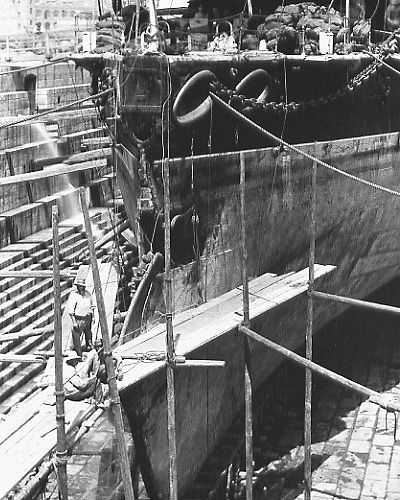
Proue du HMS Camperdown après sa collision avec le HMS Victoria.

Il a été commissionné à Portsmouth le 18 juillet 1889 et il est entré en réserve. En décembre 1889 il a rejoint l' Escadre de Méditerranée en tant que navire amiral où il est resté jusqu'à son envoi comme navire amiral de l' Escadre de la Manche en mai 1890.
Remis en réserve en mai 1892 il rejoint l' Escadre de Méditerranée en juillet 1892. Le 22 juin 1893 il entre en collision avec le HMS Victoria qu'il fait couler.
En septembre 1899 il est mis en réserve. En juillet 1900 il est reclassifié comme garde-côte à Lough Swilly jusqu'à mai 1903. Remis en réserve à Chatham jusqu'en 1908, il est employé à Harwich comme bateau d'amarrage pour des sous-marins. En 1911 il est vendu pour démolition.
HMS Benbow :
Il a été commissionné le 14 juin 1888 et a rejoint l‘Escadre de Méditerranée, avec laquelle il a servi jusqu'en octobre 1891. Il a été alors tenu dans la réserve jusqu'en mars 1894, à part pour participer aux manœuvres navales. Jusqu'en avril 1904 il a servi de navire de garde à Greenock. Resté en réserve, il a été vendu en 1909 pour démolition.
HMS Anson :

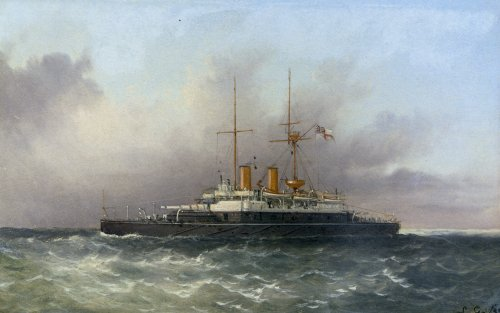
Le HMS Anson en Méditerranée en 1897 (peinture de Luigi Malea Galea (1847–1917))

Il est arrivé à Portsmouth en mars 1887 et a attendu à l'ancre pendant deux ans, pour attendre l'achèvement de son artillerie principale.
Commissionné le 28 mai 1889, il devint le vaisseau amiral du Vice-amiral, commandant l‘Escadre de la Manche.
En septembre 1893 il a été transféré en Méditerranée, où il a servi jusqu'en janvier 1900, avec une réparation à Malte en 1896. Il est rentré à Devonport en janvier 1901, intégrant la Home Fleet récemment formée en mars de la même année. En mai 1904, il entre en réserve, où il est resté jusqu'à sa vente le 13 juillet 1909.

### Source
- (en) Cet article est partiellement ou en totalité issu de l’article de Wikipédia en anglais intitulé « Admiral-class battleship » (voir la liste des auteurs).